# アイ・エス・ビー
株式会社アイ・エス・ビーは、千葉県富津市に本社・事業所を置く造船・船舶修繕事業者である。

## 概要
会社設立は1992年（平成4年）7月である。1999年（平成11年）6月に、富津港にあった（株）石井造船所から営業権を譲受し、2004年（平成16年）6月には同社の工場施設を買収して現体制となった。
修繕事業では、関東地方周辺の各種官公庁船や作業船、内航船等の修繕を年間約450隻施工している。東海汽船のジェットフォイル等の特殊船の修繕も担当している。
新造船事業では、消防艇や各種アルミ合金艇、内航貨物船、サプライボート等を建造している。2000年代には日本政府のODAによる海外向け案件の受注もあり、トンガ向けフェリーボートやサモア向けフェリーボートの建造を行った。
船舶の上下架設備としては、通常の傾斜船台やドックではなく、船体をリフトで垂直に上下させる昇降装置「シンクロリフト」を国内で初めて導入し、使用している。

## 主要設備
- 新造船台（収容能力1,300GT）[1][4]
- 修繕船台（収容能力2,000GT）[1][4]
- シンクロリフト（揚降荷重1,770t）[1][4][8]

新造船台・修繕船台とも、船体の上下架はシンクロリフトを介して行う。入渠船はリフトにより水平状態のまま水中から陸上の船台のレベルまで垂直に持ち上げられた後、牽引されて船台内の上架位置まで移動する。出渠船はこの逆である。引き揚げ船台やドックに比べ、上下架の所要時間が短く、迅速に上下架ができる。また、船台は、一般的な船台とは異なり水平で、ドックとも異なり上架位置周囲は広く開放されていることから、作業性に優れている。

## 沿革
- 1992年（平成4年）7月30日 - 設立[1]。
- 1999年（平成11年）6月 - （株）石井造船所の営業権を譲受[1][9]。
- 2004年（平成16年）6月 - 工場施設を石井造船所から買収[1][2][9]。